# Na Zachodzie bez zmian (powieść)
Na Zachodzie bez zmian (niem. Im Westen nichts Neues) – antywojenna powieść Ericha Marii Remarque’a, niemieckiego weterana I wojny światowej.

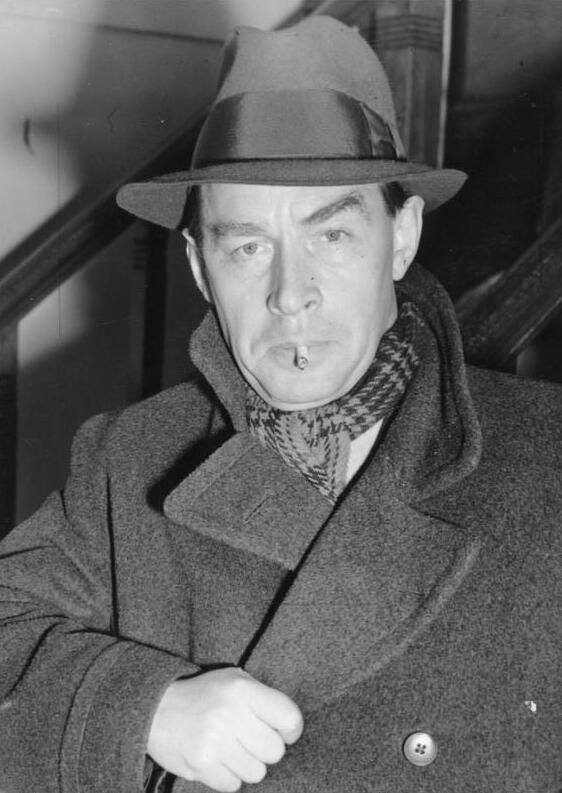
Remarque w 1939 roku

Pierwsze niemieckie wydanie ukazało się w styczniu 1929. W ciągu roku sprzedano milion egzemplarzy książki w samych Niemczech, następny milion rozszedł się za granicą. Na podstawie książki w 1930 nakręcono film pod tym samym tytułem, który zdobył dwa Oscary, w tym za najlepszy film. Dzieło wyreżyserował Lewis Milestone. Druga ekranizacja powieści powstała w 1979 r., trzecia natomiast w 2022 r.
Czytelnikom polskim przybliżył tę pozycję już w 1930 r. Stefan Napierski, która ukazała się nakładem warszawskiego Towarzystwa Wydawniczego „Rój”.
W 1933 roku naziści z rozkazu Josepha Goebbelsa, ówczesnego ministra propagandy zabronili wydawania dzieł Remarque’a i publicznie spalili jego książki. Nazistowska propaganda zaczęła rozpowszechniać nieprawdziwe informacje, jakoby Remarque był potomkiem francuskich Żydów, a jego prawdziwe nazwisko brzmiało Kramer (sugerując, że Remarque to pseudonim, który powstał przez odwrócenie kolejności liter w nazwisku Kramer; w rzeczywistości nazywał się Remark), oraz że Remarque nie służył aktywnie podczas I wojny światowej.

## Fabuła
Opisana jest w niej okrutna rzeczywistość wojny oraz głębokie oderwanie od cywilnego życia niemieckich żołnierzy. Książka w dobitny sposób przedstawia wojenną rzeczywistość, niemalże z reporterską precyzją. Nie ukazuje heroicznej i bohaterskiej walki żołnierzy na froncie, ale skupia się na ich cierpieniu oraz bezsensowności całego konfliktu, uwypukla tragedię pokolenia, „którego pierwszym zawodem było robienie trupów”.
Książka opowiada o grupie szkolnych przyjaciół, którzy za namową swojego nauczyciela zaciągają się do wojska. Młodzieńcze ideały i chęć walki za kraj okazują się niczym w porównaniu z okrucieństwem wojny. Koledzy ze szkolnej ławki patrzą na śmierć innych i sami uczą się umierać.